# Rataje (Benešovi járás)
Rataje település Csehországban, a Benešovi járásban. Rataje Řimovice, Pavlovice, Trhový Štěpánov, Zdislavice, Kladruby, Tehov és Chlum településekkel határos. Lakosainak száma 165 fő (2024. január 1.).

## Népesség
A település lakosságának változását az alábbi diagram mutatja:
| Lakosok száma | 352  | 307  | 293  | 233  | 197  | 189  | 171  | 160  | 166  | 165  |
|               | 1869 | 1890 | 1921 | 1950 | 1980 | 2001 | 2017 | 2019 | 2022 | 2024 |